# Keude Aron (Kaway XVI)
Keude Aron is een bestuurslaag in het regentschap Aceh Barat van de provincie Atjeh, Indonesië. Keude Aron telt 579 inwoners (volkstelling 2010).